# Karin Alin
Katarina (Karin) Alin, född 28 november 1892 i Västerås, död 6 juli 1974 i Stockholm, var en svensk översättare och lärare. Därtill var hon verksam som litterär agent.
Hon översatte främst från romanska språk, däribland nio pjäser av Federico García Lorca (tillsammans med Hjalmar Gullberg) och prosa av Gabriel García Marquez och Miguel Ángel Asturias.

## Utmärkelser
- 1954 – Boklotteriets översättarstipendium
- 1960 – Letterstedtska priset för översättningen av Danilo Dolcis Röster från Palermo[5]
- 1972 – Svenska Akademiens översättarpris[6]
- 1973 – Elsa Thulin-priset[7]